# اليوم العالمي للمنظمات غير الحكومية
اليوم العالمي للمنظمات غير الحكومية هو يوم دولي يتم الاحتفال به سنوياً في 27 فبراير. معترف به رسمياً من قبل الدول الأعضاء الـ 12 في منتدى بحر البلطيق IX لمنظمات ولايات بحر البلطيق في عام 2010 ، وتميزت لأول مرة الأمم المتحدة وقادة الاتحاد الأوروبي والمنظمات الدولية في عام 2014.

## التاريخ
اليوم العالمي للمنظمات غير الحكومية، 27 فبراير، تم تأسيسه من قبل الإنساني البريطاني Marcis Liors Skadmanis.
تم الاعتراف باليوم العالمي للمنظمات غير الحكومية رسمياً من قبل منتدى المنظمات غير الحكومية لبحر البلطيق بمجلس ولايات بحر البلطيق في 17 أبريل 2010.
كانت الدول الأعضاء في منتدى المنظمات غير الحكومية لبحر البلطيق هي بيلاروسيا، الدنمارك، إستونيا، فنلندا، ألمانيا، أيسلندا، لاتفيا، ليثوانيا، بولندا، روسيا، النرويج والسويد.
في 27 فبراير 2014 ، وزير التنمية الدولية بيكا هاڤستو، المدير التنفيذي لمكتب الأمم المتحدة لخدمات المشاريع (UNOPS) جان ماتسون، المفوض الأوروبي للتنمية أندريس پيبلجس، الأمينة العامة للأمانة لمجلس بلدان الشمال، بريت بوهلن ، مساعد اليونسكو المدير العام إريك فالت ومديرة برنامج الأمم المتحدة للتنمية، هيلين كلارك، وزيرة شؤون المرأة السابقة لإيران ، مهناز أفخامي، وزعماء المنظمات غير الحكومية ، احتفلوا بأول احتفال باليوم العالمي للمنظمات غير الحكومية في هلسنكي ، فنلندا.

## الوصف
يهدف اليوم العالمي للمنظمات غير الحكومية إلى تشجيع الناس على المشاركة بنشاط أكبر في المنظمات غير الحكومية وتشجيع المزيد من التضامن بين المنظمات غير الحكومية وكلا القطاعين العام والخاص.
المفهوم العالمي باليوم العالمي للمنظمات غير الحكومية هو احتفال، إحياء الذكرى والتعاون في مختلف المنظمات غير الحكومية حول العالم، والناس المسؤولة عنها. اليوم العالمي للمنظمات غير الحكومية هو يوم للمنظمات غير الحكومية في جميع أنحاء العالم لتبادل المعرفة والخبرات مع بعضها البعض.
يهدف إلى تثقيف الأشخاص في جميع أنحاء العالم بشأن المنظمات غير الحكومية وتأثيرها. اليوم العالمي للمنظمات غير الحكومية يوفر فرصة لتكريم وتذكر مؤسسي المنظمات غير الحكومية والموظفين والمتطوعين والأعضاء والداعمين.

## حول العالم
في كل عام، يتم الاحتفال باليوم العالمي للمنظمات غير الحكومية من نيوزيلندا وأستراليا، إلى الأمريكيتين الشمالية والجنوبية، حيث يجمع بين داعمي قطاع المنظمات غير الحكومية، والقيادات الدولية والحكومية، والمنظمات المتعددة والثنائية، والقطاعات الخاصة، والمجتمعات، والمدرسين، والمتعلمين والخبراء في الميدان. تحدد اليوم العالمي للمنظمات غير الحكومية في 89 دولة ، ست قارات بين عامي 2010-2018.,

## وصلات خارجية
- اليوم العالمي للمنظمات غير الحكومية
- هيلين كلارك، برنامج الأمم المتحدة الإنمائي 2014